# Grasbrunn
Grasbrunn er en kommune i Landkreis München (Oberbayern), i den tyske delstat Bayern, der ligger øst for München.

## Geografi
Kommunen omfatter udover 4 bydele (indbyggertal pr. december 2007).
- Grasbrunn (993 indbyggere)
- Harthausen (833 indbyggere)
- Keferloh (19 indbyggere)
- Möschenfeld (55 indbyggere)
- Neukeferloh (4237 indbyggere)

### Nabokommuner
- Haar (München)
- Putzbrunn
- Vaterstetten
- Zorneding